# Pianico

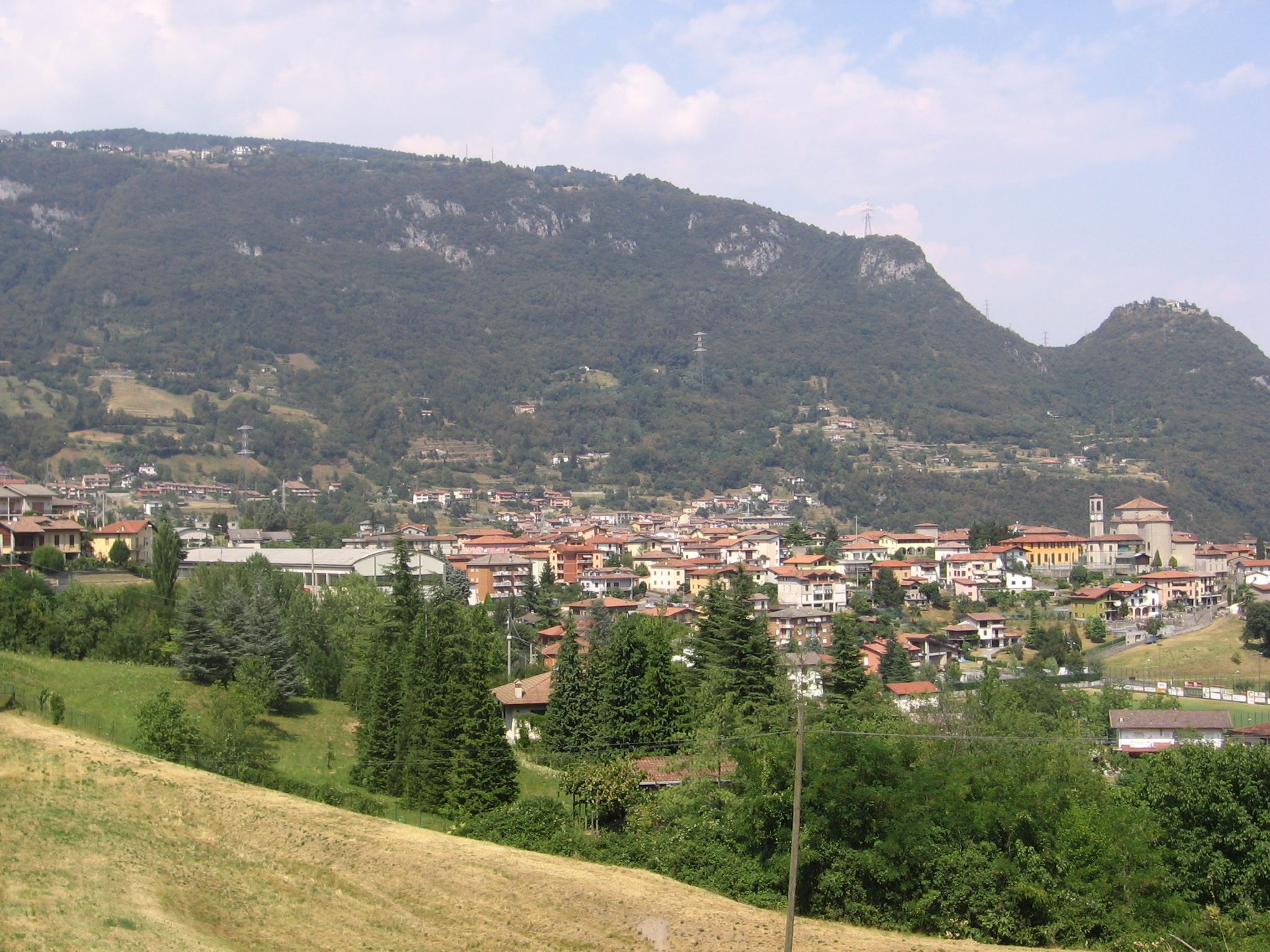
Panorama von Pianico

Pianico ist eine norditalienische Gemeinde (comune) mit 1440 Einwohnern (Stand 31. Dezember 2023) in der Provinz Bergamo in der Lombardei.
Die Gemeinde liegt etwa 35 Kilometer nordöstlich von Bergamo an der Strada Statale 42 im Val Borlezza wenige Kilometer westlich des Lago d’Iseo.